# Japoneses no Reino Unido
Os japoneses no Reino Unido incluem cidadãos britânicos ou residentes permanentes de nascimento, ascendência ou cidadania japonesa, bem como profissionais de negócios expatriados e seus dependentes com vistos de trabalho por prazo limitado, estudantes, estagiários e jovens participantes do Youth Mobility Scheme (Esquema de Mobilidade Juvenil) patrocinado pelo governo do Reino Unido.

## Histórico

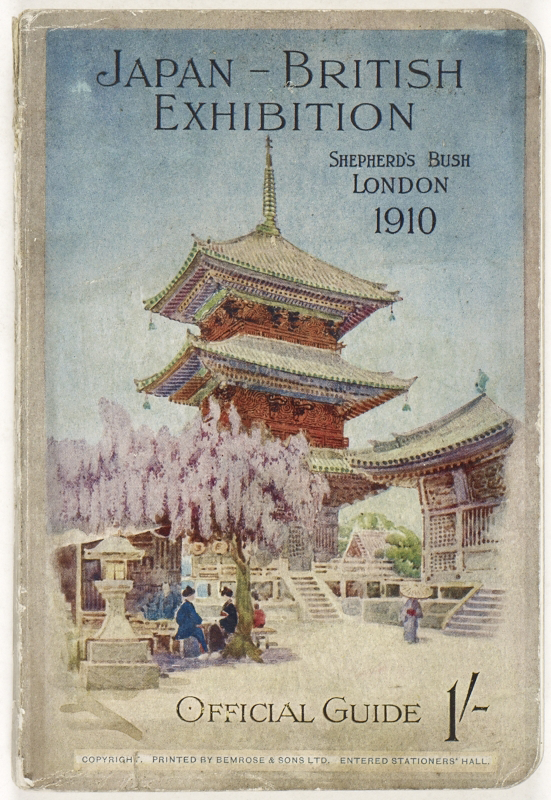
Um anúncio para a Exposição Japão-Britânica de 1910 com o objetivo de criar uma maior conscientização da comunidade japonesa no Reino Unido, bem como da cultura japonesa em geral

### História e assentamento
O assentamento começou no final do século 19 com a chegada de profissionais japoneses, estudantes e seus servos. 264 cidadãos japoneses residiam na Grã-Bretanha em 1884, a maioria dos quais se identificavam como funcionários e estudantes. O emprego se diversificou no início dos anos 1900 com o crescimento da comunidade japonesa, que ultrapassava quinhentas pessoas no final da primeira década do século XX.
À medida que as tensões aumentavam entre o Japão e o Reino Unido na preparação para a Segunda Guerra Mundial, alguns japoneses deixaram seu país para se estabelecer na Grã-Bretanha, enquanto muitos outros retornaram ao Japão. Após o ataque japonês a Pearl Harbor e a batalha de Hong Kong em dezembro de 1941, 114 homens japoneses, incluindo empresários expatriados e marinheiros mercantes, foram detidos como estrangeiros inimigos na Ilha de Man.
Na era pós-guerra, novas ondas de imigração surgiram na década de 1960, principalmente para fins comerciais e econômicos. Nas últimas décadas, esse número cresceu; incluindo imigrantes, estudantes e empresários. Partes do Reino Unido, em particular Londres, têm populações japonesas significativas, como Golders Green e East Finchley no North London. Em 2014, o Ministério das Relações Exteriores do Japão estimou que havia 67.258 cidadãos japoneses residentes no Reino Unido. Para os cidadãos britânicos de herança japonesa, ao contrário de outras comunidades nikkeis em outras partes do mundo, esses britânicos não analisam convencionalmente suas comunidades em termos de geração como Issei, Nisei ou Sansei.

### Estudantes
Os primeiros estudantes japoneses no Reino Unido chegaram no século XIX, enviados para estudar na University College London pelos domínios Chōshū e Satsuma, e depois o Bakufu (Shogunato). Mais tarde, muitos estudaram na Universidade de Cambridge e Universidade de Oxford até o final da era Meiji. O motivo para enviá-los foi para alcançar o ocidente, modernizando o Japão.

## Demografia

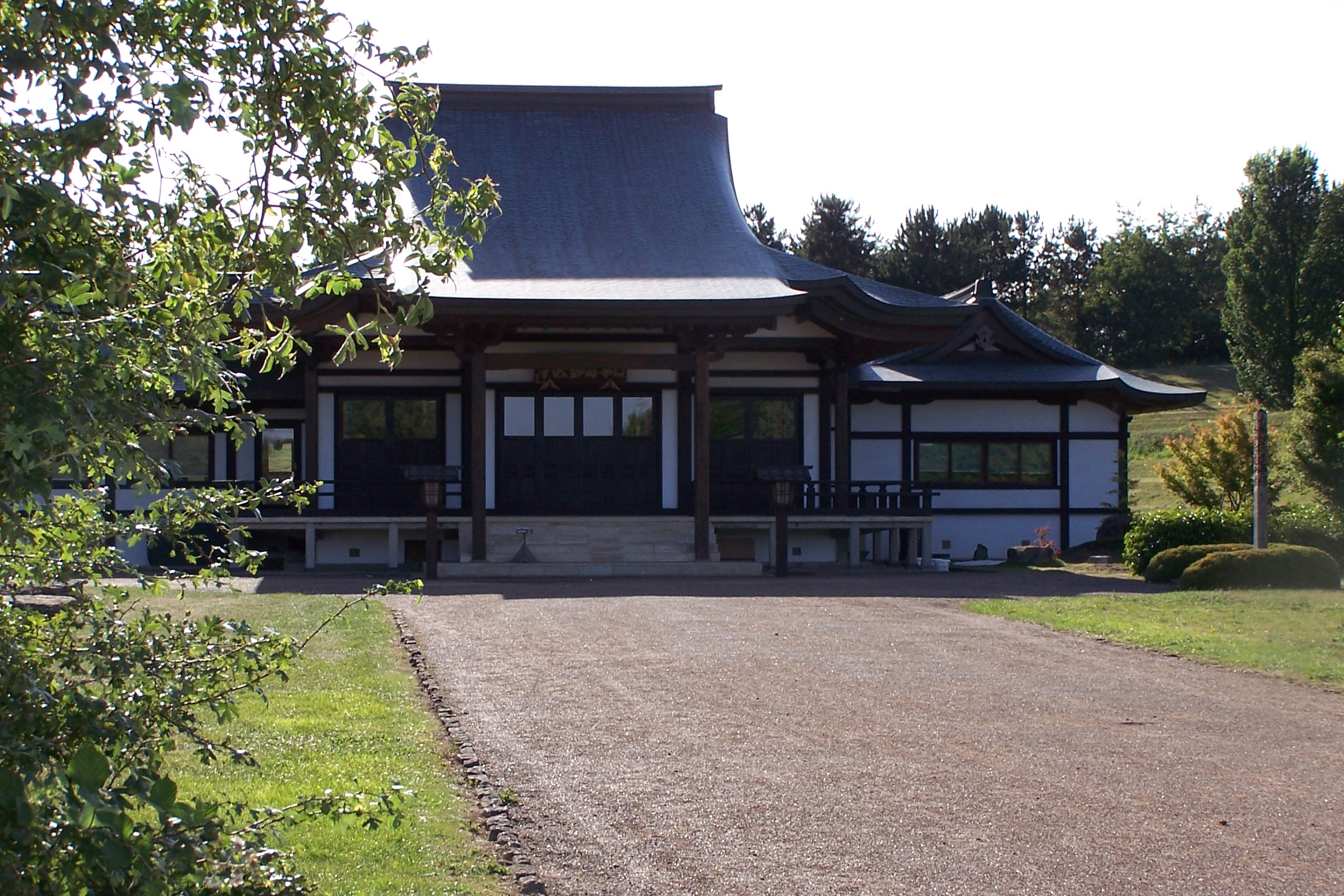
O templo Nipponzan-Myōhōji em Milton Keynes

De acordo com o Censo do Reino Unido de 2001, 37.535 japoneses residiam no Reino Unido, enquanto o Ministério das Relações Exteriores do Japão estima que 50.864 japoneses em 2002. No Censo de 2011, 35.313 pessoas na Inglaterra especificaram seu país de nascimento como Japão, 601 no País de Gales,  1.273 na Escócia  e 144 na Irlanda do Norte. 35.043 pessoas que vivem na Inglaterra e no País de Gales escolheram escrever em japonês em resposta à pergunta de etnia, 1.245 na Escócia e 90 na Irlanda do Norte. O Office for National Statistics estima que, em 2015, 43.000 pessoas nascidas no Japão residiam no Reino Unido.
O japonês é o idioma principal do Japão, e o Censo de 2011 constatou que 27.764 pessoas na Inglaterra e no País de Gales falavam japonês como língua principal, 27.305 deles somente na Inglaterra e 17.050 somente em Londres. O Censo de 2011 também constatou que 83 pessoas na Irlanda do Norte falavam japonês como língua principal.

## Organizações
A Japan Society e a Japan Foundation apoiam programas culturais sobre a cultura japonesa.

## Indivíduos notáveis
Abaixo está uma lista de notáveis britânicos de herança japonesa. Indivíduos temporários e expatriados não estão incluídos.
Cidadãos britânicos nascidos no Reino Unido de ascendência japonesa
- Iain Duncan Smith - político, ex-Secretário de Estado do Trabalho e Pensões, ex-líder do Partido Conservador, cuja bisavó materna era uma mulher japonesa que vivia na China[17]
- Miki Berenyi - cantora, de ascendência mista húngara e japonesa
- China Chow - atriz, de ascendência mista europeia e leste asiática
- MiChi (Michiko Sellars) - cantora de dance-pop no Japão
- Andrew Koji - ator e artista marcial de ascendência mista inglesa e japonesa, conhecido por The Innocents and Warrior[18]
- Will Sharpe - ator de ascendência mista inglesa e japonesa

Residente japonês no Reino Unido
- Dame Mitsuko Uchida - pianista
- Sir Kazuo Ishiguro - romancista, vencedor do Prêmio Nobel de Literatura de 2017
- Haruka Abe - atriz
- Togo Igawa - ator
- Haruka Kuroda - atriz
- Eleanor Matsuura - atriz
- Kae Alexander - atriz
- Matt McCooey - ator
- Kaoru Mfaume - produtor de entretenimento
- Naoko Mori - atriz
- Sonoya Mizuno - atriz, conhecida por Ex Machina e La La Land
- Rina Sawayama - cantora, compositora e modelo
- Diana Yukawa - violinista
- Asami Zdrenka - membro da banda feminina britânica Neon Jungle
- Sarah Bonito - vocalista da banda Kero Kero Bonito do sul de Londres
- Jōji Hirota - baterista taiko
- Taka Hirose - baixista da banda Feeder

Outros
- Jun Tanaka - chef de TV no Cooking It do Channel 4
- Scott MacKenzie, jogador de dardos, nascido no Brasil, com ascendência mista japonesa e escocesa
- Yoko Ono - artista

## Educação

### Escolas primárias e secundárias

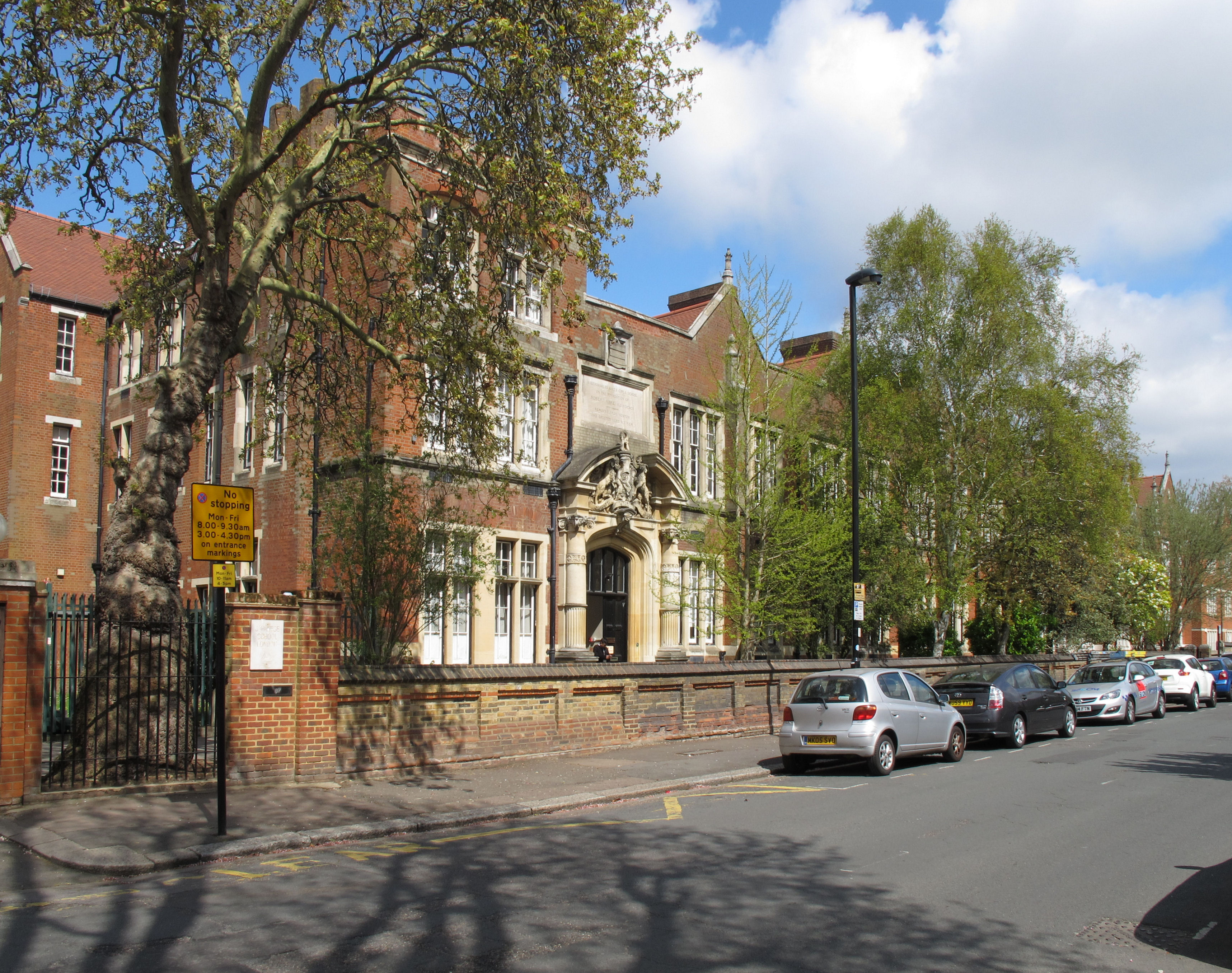
Japanese School in London

Muitas escolas estaduais e independentes no Reino Unido atendem crianças japonesas. Em 2013, cerca de 10-20% de residentes japoneses em idade escolar no Reino Unido frequentam escolas internacionais baseadas no currículo japonês em período integral. Essas escolas incluem a Japanese School in London, e os internatos Rikkyo School in England e a Teikyo School United Kingdom.
A Shi-Tennoji School em Suffolk funcionou de 1985 até a data de fechamento, 17 de julho de 2000. A Gyosei International School UK em Milton Keynes foi fechada em 2002, após 15 anos de operação.

### Educação pós-secundária
A escola Teikyo mantém a Teikyo University of Japan in Durham no Centro Cultural Lafcadio Hearn na Universidade de Durham.
Um colégio interno em Winchester, Hampshire, o Winchester Shoei College da University of Winchester (antigo Shoei Center at King Alfred's College), é afiliado do Shoei Gakuin. Foi inaugurado em 1982.
Gyosei International College in the U.K foi inaugurado em 1989 em Reading, Berkshire, em um terreno anteriormente controlado pela University of Reading e seu nome mais tarde mudou para Witan International College. Em 2004, a University of Reading anunciou que assumiu o controle do colégio Witan.

### Educação complementar
O Ministério da Educação, Cultura, Esportes, Ciência e Tecnologia (MEXT) possui oito escolas suplementares japonesas aos sábados em funcionamento. Em 2013, 2.392 crianças japonesas em Canterbury, Cardiff, Derby, Edimburgo (escola em Livingston), Leeds, Londres, Manchester (a escola é em Lymm), Sunderland (escola em Oxclose) e Telford frequentam essas escolas.
- Derby Japanese School (ダービー日本人補習校, Dābī Nihonjin Hoshūkō)  - Morley, Erewash, Derbyshire[27]
- Japanese Saturday School in London
- Japanese School in Wales (ウェールズ補習授業校, Wēruzu Hoshū Jugyō Kō)   - Cardiff[28]
- Kent Japanese School (ケント日本語補習校, Kento Nihongo Hoshū Jugyō Kō)  - Localizada em Canterbury[29] - Sua data de criação é agosto de 2005[30]
- Manchester Japanese School (マンチェスター日本人補習授業校, Manchesutā Nihonjin Hoshū Jugyō Kō)  - Lymm, Warrington, Cheshire[31]
- Yorkshire and Humberside Japanese School (ヨークシャーハンバーサイド日本語補習校, Yōkushā Hanbāsaido Nihongo Hoshūkō)    - Leeds[32]
- The Scotland Japanese School (スコットランド日本語補習授業校, Sukottorando Nihongo Hoshū Jugyō Kō))  - Livingston (perto de Edimburgo ), fundada em 1982[33]
- Telford Japanese School (テルフォード補習授業校, Terufōdo Hoshū Jugyō Kō)  - Stirchley, Telford[34]
- North East of England Japanese Saturday School (北東イングランド補習授業校, Hokutō Ingurando Hoshū Jugyō Kō)  - Oxclose, Tyne and Wear[35] (perto de Newcastle-upon-Tyne)